# Ztracené pásky Apolla 11
Ztracené pásky Apolla 11 jsou chybějící magnetické pásky se záznamy z prvního přistání na Měsíci v roce 1969 v rámci mise Apollo 11 ve formátu slow-scan television (SSTV). Pásky obsahovaly surový videozáznam a telemetrická data. Ztracené pásky se neúspěšně pokoušel najít tým bývalých zaměstnanců NASA krátce po roce 2000, protože podle zachovaných fotografií byl záznam ve formátu SSTV mnohem kvalitnější, než zachované záznamy ve formátu NTSC. Hledání bylo uzavřeno s tím, že pásky byly přepsány krátce po  roce 1980 novými záznamy, což byl tehdy běžný postup,
když NASA neměla dostatečný úložný prostor pro misi Landsat.
Přestože originální pásky nebyly nalezeny, byly nalezeny kvalitní NTSC záznamy a také záznam na Super 8mm film natočený v Austrálii z monitoru zobrazujícího SSTV obraz. Výsledky pátrání spolu s částečně restaurovanými záznamy byly se souhlasem NASA předvedeny na konferenci v roce 2009, zbytek restaurační práce celé mise Apollo 11 dokončila firma Lowry Digital na konci téhož roku.
V roce 2006 byly objeveny v hlavní fyzikální budově Curtin University ve městě Perth v Západní Austrálii záznamy s daty mise Apollo a jedna z těchto pásek byla poslána na analýzu do NASA. Pásky však neobsahují video, ale obsahují telemetrická data, která byla zaznamenána na ztracených páskách společně se SSTV videem. Při čtení pásky byla potvrzena možnost záznam i v současnosti přečíst (pokud by se ztracené pásky nalezly).

## Konspirační teorie
Podle některých konspiračních teorií o přistání Apolla má zničení záznamů s telemetrickými daty dokazovat, že k přistání na Měsíci v rámci mísí Apollo ve skutečnosti nedošlo a vše bylo pouze simulováno v pozemských ateliérech.